# Juke Girl
Juke Girl é um filme de drama estadunidense de 1942 dirigido por Curtis Bernhardt e escrito por A. I. Bezzerides. É estrelado por Ann Sheridan e Ronald Reagan.

## Elenco
- Ann Sheridan ...Lola Mears
- Ronald Reagan ...Steve Talbot
- Richard Whorf ...Danny Frazier
- George Tobias ...Nick Garcos
- Gene Lockhart ...Henry Madden
- Alan Hale ...Yippee
- Betty Brewer ...Skeeter
- Howard Da Silva ...Cully
- Donald MacBride ..."Muckeye" John
- Willard Robertson ...Mister Just
- Faye Emerson ...Violet "Murph" Murphy
- Willie Best ...Jo-Mo

## Produção
Inicialmente, a Warner Bros. anunciou que Ida Lupino iria estrelar o filme.